# Саарласи
Саарласи (ест. Saarlasõ, до 1997 року — Саарласе) — село в Естонії, входить до складу волості Риуге, повіту Вирумаа.